# Reactor nuclear natural de Oklo
Los reactores de fisión nuclear de Oklo son unos yacimientos de uranio de la región de Oklo (Gabón) donde tuvieron lugar de manera natural reacciones nucleares en cadena autosostenidas. La existencia de este fenómeno fue descubierta en 1972 analizando las proporciones anómalas de los isótopos de uranio presentes en muestras de una de las minas de uranio de la zona.
Se han identificado 16 reactores nucleares naturales en Oklo: localizaciones con reacciones autosostenidas de fisión nuclear que tuvieron lugar hace aproximadamente 1700 millones de años (durante el período Estatérico), y estuvieron en funcionamiento durante varios cientos de miles de años, 

## Descubrimiento del «reactor fósil» de Oklo
Gabón era una colonia francesa cuando el Commissariat à l'énergie atomique (CEA) realizó los primeros análisis del subsuelo desde la base del MABA en Franceville, más concretamente por su brazo industrial que más tarde se convirtió en Cogema, lo que condujo en 1956 al descubrimiento de yacimientos de uranio en la región. 
Francia abrió casi inmediatamente minas, gestionadas por la Compagnie des mines d'uranium de Franceville (COMUF), para explotar los recursos, cerca del pueblo de Mounana. Tras la independencia en 1960, el Estado gabonés recibió una pequeña parte [ref. necesaria] de los beneficios de la empresa.
El «fenómeno Oklo» fue descubierto en 1972 por el laboratorio de la planta de enriquecimiento de uranio de Pierrelatte (Francia). Los análisis de rutina de una muestra de uranio natural revelaron un déficit leve pero anormal de uranio 235. La proporción normal de 235U es del 0,7202 %, mientras que esta muestra sólo tenía un 0,7171 %. Como las cantidades de isótopos fisionables están catalogadas con precisión, había que explicar esta diferencia, por lo que el CEA inició una investigación sobre muestras procedentes de todas las minas explotadas en Francia, Gabón y Níger por el CEA y en todas las fases de tratamiento del mineral y de purificación del uranio.
Para los análisis del contenido de uranio y de 235U, el departamento de producción del CEA se apoya en el laboratorio de análisis de la planta de Pierrelatte y en el laboratorio central de análisis y control del CEA en el centro CEA de Cadarache, dirigido por Michèle Neuilly, donde Jean François Dozol se encarga de los análisis por espectrometría de masas.
Los análisis efectuados en Pierrelatte y Cadarache demostraron que los uranatos de magnesio procedentes de Gabón presentaban un déficit variable pero constante de 235U. El 7 de julio de 1972, los investigadores del CEA Cadarache descubrieron una anomalía en el mineral de uranio de Oklo, en Gabón. Su contenido en 235U era muy inferior al observado habitualmente. Los análisis isotópicos permitieron identificar la fuente del agotamiento del 235U: el uranio empobrecido procedía del mineral de Oklo, en Gabón, explotado por COMUF. A continuación se llevó a cabo una campaña de análisis sistemáticos en los laboratorios de Cadarache y Pierrelatte (mediciones del contenido de uranio, mediciones del contenido isotópico). En las muestras de Oklo, los analistas de Cadarache constataron una carencia de 235U en el uranato de magnesita de la planta de Mounana (235U = 0,625 %) y una carencia aún mayor en el uranato de magnesita (Oklo M) (235U = 0,440 %): los minerales Oklo 310 y 311 tienen contenidos de uranio del 12 % y 46 % respectivamente y contenidos de 235U del 0,592 % y 0,625 %.
En este contexto, J. F. Dozol tomó la iniciativa de analizar las muestras de uranato de magnesio y de mineral de Oklo en el espectrómetro de masas AEI MS 702 Spark Source Mass Spectrometer (SMSE).

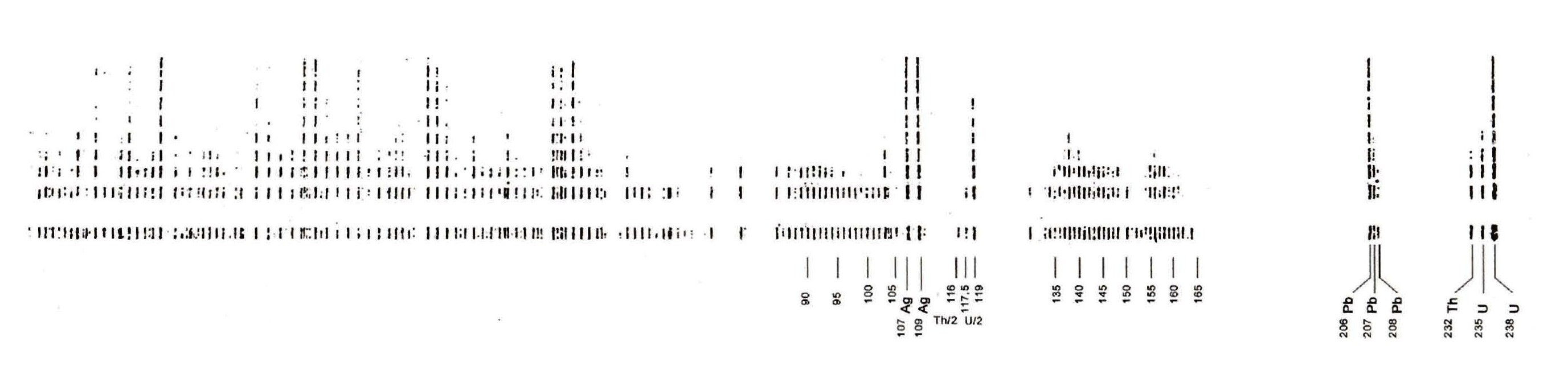
Placa fotográfica obtenida en el espectrómetro de masas

La ventaja de la SMSE es su capacidad para producir cantidades sustanciales de iones a partir de todos los elementos presentes en los electrodos. Los electrodos, entre los que se genera una chispa, deben ser conductores (para conseguirlo, las muestras de Oklo se mezclaron con plata de gran pureza). Todos los isótopos de la muestra, desde el litio hasta el uranio, se trazan en una placa fotográfica (véase la foto de la placa más abajo). Al examinar la placa, J.F. Dozol observó en particular para Oklo 311 mineral con un contenido de uranio muy elevado :
- elementos presentes en cantidades significativas en torno a las masas 85-105 y 130-150, que corresponden a los dos baches de los rendimientos de fisión del 235U. (La distribución en masa de los productos de fisión sigue una curva en «joroba de camello», con dos máximos),
- los últimos lantánidos (del holmio al lutecio) no se detectan (más allá de la masa 166). En la naturaleza se encuentran los 14 lantánidos; en el combustible nuclear, al haber sufrido reacciones de fisión, no se detectan los isótopos de los últimos lantánidos.
El siguiente paso es el análisis isotópico de determinados elementos en un espectrómetro de masas de termionización tras la separación química del neodimio y el samario. De los primeros análisis del uranato "M" de Oklo y del mineral Oklo 311 se desprende que la composición isotópica del neodimio y del samario es mucho más próxima a la que se encuentra en el combustible irradiado que a la del elemento natural. La detección de isótopos 142Nd y 146Sm no producidos por fisión indica que estos elementos también están presentes en estado natural, del que se puede sustraer su contribución.
Estos resultados se comunicaron a Jean Claude Nimal, neutronista del CEA Saclay, que estimó el flujo neutrónico recibido por la muestra analizada a partir de su déficit de 235U. Esto permitió estimar la captura de neutrones por los isótopos 143Nd y 145Nd, lo que conduce a la formación adicional de 144Nd y 146Nd respectivamente. Este exceso debe restarse para obtener los rendimientos de fisión del 235U. Puede observarse (véase la tabla siguiente) que existe concordancia entre los rendimientos de fisión (M) y los resultados corregidos (C) por la presencia de neodimio natural y la captura de neutrones.
| Isotopos de neodimio | 143  | 144  | 145  | 146  | 148  | 150  |
| -------------------- | ---- | ---- | ---- | ---- | ---- | ---- |
| C/M                  | 0,99 | 1,00 | 1,00 | 1,01 | 0,98 | 1,06 |

## Mecanismo de formación del reactor

Situación geológica en Gabón que desencadena reactores de fisión nuclear.
1. Zona donde ocurrieron las reacciones de fisión
2. Arenisca
3. Mena de uranio
4. Granito

Durante el funcionamiento del reactor, la temperatura del agua aumenta considerablemente, lo que acelera el proceso de «desilicificación» y, por diferencia, aumenta la concentración de uranio, compensando así su agotamiento en 235U por fisión.  En efecto, la concentración de uranio en las zonas de reacción es extremadamente elevada, a veces superior al 50%, y cuanto mayor es la concentración de uranio, menor es el contenido en 235U. Además, al perder su sílice, la arenisca circundante se ha convertido en arcilla, con un alto contenido en alúmina, lo que impide una migración excesiva de las aguas subterráneas y mantiene el uranio en su sitio.
La buena irrigación del mineral por el agua infiltrada, que actuó como moderador, se debió a la altísima porosidad del terreno causada por la desilicificación de la arenisca en presencia de agua. Esto redujo el volumen original de la arenisca en un factor de 7, reduciendo el espesor del yacimiento de uranio de 5 metros a 80 cm. Los reactores de Oklo se crearon por sí mismos, concentrando el uranio de cerca y de lejos.
Los minerales destruidos en los núcleos de los reactores por el bombardeo de neutrones eran disueltos fácilmente por este fluido. El calor liberado por las reacciones nucleares puso en marcha un potente sifón térmico. En estas condiciones, ciertos elementos, en particular el sílice, cuya solubilidad aumenta mucho con la temperatura, pudieron ser evacuados en grandes cantidades. Como resultado, las areniscas de las capas mineralizadas se disolvieron y el dióxido de uranio, poco soluble, se concentró en el fino espacio mineralizado de las zonas de reacción, donde recristalizó en forma de uraninita. Como la alúmina es mucho menos soluble que la sílice en condiciones hidrotermales, la ganga se enriqueció en alúmina en relación con la sílice y, una vez detenidas las reacciones, dio lugar al fosfato de aluminio, que se forma rápidamente en condiciones hidrotermales entre 270 y 300 °C, a partir del fosfato y el aluminio resultantes de la desilificación de la arenisca.
Durante cada período activo de funcionamiento del reactor Oklo y durante algún tiempo después, mientras la temperatura se mantenía alta, gran parte del gas xenón (incluidos los isótopos 136Xe y 134Xe, que se generaban con relativa rapidez) se venteaba. Al enfriarse el reactor, los precursores de xenón de vida más larga (los que más tarde darían lugar a los isótopos 132Xe, 131Xe y 129Xe) se incorporaron preferentemente a la estructura en forma de jaula de los minerales de fosfato de aluminio, capaces de retener el gas xenón creado en su interior, incluso a altas temperaturas. Entonces, al volver más agua a la zona de reacción, se reiniciaron las reacciones de fisión.

## Análisis de isótopos de xenón
Los análisis de xenón realizados por Mishik en los granos de mineral de Oklo, tras la extracción del xenón mediante microsonda láser y espectrometría de masas de gases raros, demuestran que una gran cantidad de xenón procedente de la fisión del uranio no se encuentra en el uranio donde tuvieron lugar las reacciones de fisión, sino en las estructuras cristalinas de fosfato de aluminio. El xenón no es un producto formado directamente por la fisión; por ejemplo, la fisión del uranio da lugar a los isótopos 97Mo y 137Sn:
Los isótopos 97Mo y 137Sn, derivados directamente de la fisión del uranio, son inestables: un neutrón en exceso se transforma en un protón y un electrón, expulsados del núcleo en forma de radiación β-. Así, antes de alcanzar un estado estable, la cadena de desintegración del antimonio (Sb) al isótopo estable del bario (Ba) pasa por las siguientes etapas por emisión β- :137Sn,137Sb,137Te,137Sn,137I, 137Xe,137Cs,137Ba estable.
La formación de los distintos isótopos de xenón depende del tiempo de vida de sus precursores. El 136Xe se forma al cabo de un minuto de la reacción de fisión, el 134Xe al cabo de una hora aproximadamente, el 132Xe y el 131Xe al cabo de unos días, y el 129Xe sólo al cabo de millones de años. Las vidas medias radiactivas del telurio, el yodo y el xenón se muestran en la siguiente tabla:
|         | 129         | 130          | 131      | 132     | 134      | 136     |
| Telurio | 69,6 min    | 790 x 1018 a | 25,0 min | 3,20 d  | 41,8 min | 17,6 s  |
| Yodo    | 16,14 106 a | 12,36 h      | 8,0 d    | 2,29 h  | 52,5 min | 83,4 s  |
| Xenón   | estable     | estable      | estable  | estable | estable  | estable |

La primera sorpresa en el análisis fue la localización del xenón, contrariamente a lo esperado, no se encontró en cantidades significativas en granos minerales ricos en uranio, sino en minerales de fosfato de aluminio, que no contienen uranio. La segunda fue que el gas extraído tenía una composición isotópica muy diferente de la que se suele producir en los reactores nucleares. Al parecer, había perdido una gran proporción de 136Xe y 134Xe.
En comparación con los espectros de fisión conocidos, el xenón analizado está enriquecido en 131Xe, 132Xe y, en menor medida, 129Xe y 134Xe. Estas anomalías se deben al fraccionamiento químico del xenón a partir de los precursores (yodo y telurio) en las cadenas de desintegración isobáricas. A las temperaturas predominantes durante los periodos activos del reactor Oklo (300 - 450o C), el yodo y el xenón gaseosos pueden difundirse fácilmente fuera de los óxidos de uranio, a diferencia del telurio. Cuando se detiene la reacción de fisión, la temperatura desciende y el xenón formado a partir del telurio comienza a incorporarse al fosfato de aluminio. A partir de ese momento, la acumulación de cada isótopo de xenón debe ser proporcional al tiempo de desintegración del isótopo de telurio correspondiente.
Meshik calculó la composición isotópica del telurio en función de dos variables: el tiempo de funcionamiento del reactor y su tiempo de enfriamiento cuando comienza la retención de xenón. Encontró una coincidencia buena y única entre el modelo y las tres proporciones de Xe observadas en el fosfato de aluminio con los parámetros tiempo de funcionamiento del reactor (30 min) y tiempo de enfriamiento del reactor (150 min).  
Como sólo se estudió un reactor, es probable que los distintos reactores Oklo funcionaran de forma discontinua, pero no necesariamente con la misma cronología.
Mishik expresó su agradecimiento a Don Bogard y Paul K. Kuroda, con quienes concibió la idea del ciclo térmico del reactor Oklo.

## Valoraciones
El doctor Glenn T. Seaborg, exjefe de la Comisión de Energía Atómica de los Estados Unidos y ganador del Premio Nobel por su trabajo en la síntesis de elementos pesados, señaló que para que el uranio «queme» en una reacción, se necesitan condiciones muy precisas. Se necesita agua como moderador para desacelerar los neutrones liberados cuando cada átomo de uranio se divide, de manera que se pueda mantener la reacción en cadena. Esta agua debe ser extremadamente pura. Incluso unas pocas partes por millón de cualquier contaminante «envenerarían» la reacción, llevándola a detenerse. Cómo pudieron surgir las condiciones necesarias bajo tierra en circunstancias naturales, dijo el Dr. Seaborg, es «realmente desconcertante».